# Morirás en Chafarinas (novela)
Morirás en Chafarinas es una novela juvenil de intriga escrita en 1990 por Fernando Lalana, de la que Pedro Olea filmó una versión cinematográfica cinco años más tarde.
La obra obtuvo en 1991 el Premio Nacional de Literatura Infantil y Juvenil.
El autor publicó en 1999 una continuación titulada Conspiración Chafarinas.

## Argumento
En un acuartelamiento español de Regulares en Melilla se han producido varias muertes. Un capitán encarga a un soldado que investigue la posible relación entre ellas, pero a medida que se empiezan a descubrir hechos, el soldado es rápidamente apartado del caso. Sin embargo, continuará la investigación por su cuenta, llegando a la conclusión de que todas las muertes están relacionadas con el tráfico de heroína, así como con varios oficiales.
La última parte de la novela está ambientada en las islas Chafarinas, archipiélago español del mar Mediterráneo, situado frente a las costas de Marruecos, de las que dista 1,9 millas náuticas (3,52 km) y está constituido por tres islas: isla del Congreso, isla Isabel II e isla del Rey Francisco. Están protegidas bajo la forma de Refugio Nacional de Caza. Solo los militares españoles y los biólogos destinados en ellas tienen acceso a las islas.